# 匡智屯門晨崗學校
匡智屯門晨崗學校（英語：Hong Chi Morninghill School, Tuen Mun）位於香港新界屯門育青里2號，是一間於1985年創立、由匡智會主辦及輕度智障特殊學校。

## 歷史
1985年，香港弱智人士服務協進會創辦該學校，以「湖景晨輝學校」和分別作為中文和英文的學校名稱。1991年，本校從屯門的湖景邨遷往育青里2號，其學校名稱將中文名稱的「湖景晨輝學校」更名為「屯門晨崗學校」，英文名稱更名為。1997年11月，為配合該校的辦學團體「香港弱智人士服務協進會」更名為「匡智會」，其學校名稱將中文名稱的「屯門晨崗學校」更名為「匡智屯門晨崗學校」，英文名稱更名為。

## 設施
校舍一樓為小學部，二樓為中學部，各12間標準課室。除課室外尚有設計與科技室、視覺藝術室、家政室、音樂室、電腦輔助學習室、學生活動中心、圖書館、會議室、小組教學室、資源室、家長資源中心、校園電視台、言語治療室、社工室、醫療室、雨天操場、禮堂及籃球場。

## 外部連結
- 匡智屯門晨崗學校官方網站（新版）* （页面存档备份，存于）
- 家庭與學校合作事宜委員會相關網站 - 匡智屯門晨崗學校（页面存档备份，存于）